# وادي ملقاف
وادي ملقاف قرية سوريّة تتبع إداريّاً لمحافظة حلب منطقة منبج ناحية خفسة، بلغ تعداد سكانها (197) نسمة حسب التعداد السكاني لعام 2004.